# Daniele Buzzi
Daniele Buzzi (* 25. Juni 1890 in Locarno; † 23. Mai 1974 in Lausanne) war ein Schweizer Grafiker, Zeichner, Plakatkünstler, Ingenieur und Architekt. Er gilt als Begründer des Tessiner Tourismusplakats.

## Leben und Werk
Daniele Buzzi liess sich in den 1910er-Jahren am Technikum Winterthur ausbilden. Ab den 1920er-Jahren arbeitete er bei Oerlikon-Bührle. 1926 nahm Buzzi in der Sektion Grafik an der Biennale di Venezia teil. 1927 beteiligte er sich an der Ausstellung Mostra internazionale di grafica in Florenz. Die impressionistische Malerei des Tessiners Filippo Franzoni faszinierte ihn ebenso wie die flächig-linearen Holzschnitte von Félix Vallotton.
Von 1927 bis 1963 war Daniele Buzzi als Ingenieur, Techniker und Architekt für die Energie de l’Ouest Suisse S.A. (EOS) in Lausanne tätig. Als Ingenieur war er von 1931 bis 1936 massgeblich am Erstbau der Grande-Dixence-Staumauer beteiligt.
Daniele Buzzi musste sich 1937 einer Operation unterziehen, deren Folgen ihn von 1942 bis 1948 arbeitsunfähig machten. In diesen Jahren der erzwungenen Arbeitslosigkeit lebte er in Locarno-Monti. Dort widmete er sich ganz der Malerei, der Lithografie und dem Zeichnen. Für den Tessiner Tourismus gestaltete Buzzi fast ausschliesslich Lithoplakate, die sich an der Farbigkeit des Post-Impressionismus orientieren. 1942, 1943 und 1947 erhielt er den Preis des «Schweizer Plakat des Jahres». Daniele Buzzi fand schnell Anerkennung in den Tessiner Künstlerkreisen. Seine Werke zeigte er wiederholt in Gruppenausstellungen in der Schweiz.
1948 kehrte er nach Lausanne zurück und nahm seine Tätigkeit bei Energie de l’Ouest Suisse S.A wieder auf. Die Sommermonate verbrachte Daniele Buzzi in Cimalmotto im Maggiatal.